# Orosei
Orosei é uma comuna italiana da região da Sardenha, província de Nuoro, com cerca de 5.854 habitantes. Estende-se por uma área de 90 km², tendo uma densidade populacional de 65 hab/km². Faz fronteira com Dorgali, Galtelli, Onifai, Siniscola.

## Demografia
| Variação demográfica do município entre 1861 e 2011                               |
|                                                                                   |
| Fonte: Istituto Nazionale di Statistica (ISTAT) - Elaboração gráfica da Wikipedia |